# Altoona (Pennsilvània)
Altoona és una població dels Estats Units a l'estat de Pennsilvània. Segons el cens del 2008 tenia 46.144 habitants.

## Demografia
Segons el cens del 2000, Altoona tenia 49.523 habitants, 20.059 habitatges, i 12.576 famílies. La densitat de població era de 1.957,1 habitants per quilòmetre quadrat.
Dels 20.059 habitatges en un 28,4% hi vivien nens de menys de 18 anys, en un 44,6% hi vivien parelles casades, en un 13,8% dones solteres, i en un 37,3% no eren unitats familiars. En el 31,6% dels habitatges hi vivien persones soles el 14,7% de les quals corresponia a persones de 65 anys o més que vivien soles. El nombre mitjà de persones vivint en cada habitatge era de 2,37 i el nombre mitjà de persones que vivien en cada família era de 2,98.
Per edats la població es repartia de la següent manera: un 22,9% tenia menys de 18 anys, un 10,9% entre 18 i 24, un 27,3% entre 25 i 44, un 22% de 45 a 60 i un 16,8% 65 anys o més.
L'edat mediana era de 37 anys. Per cada 100 dones de 18 o més anys hi havia 84,5 homes.
La renda mediana per habitatge era de 28.248 $ i la renda mediana per família de 36.758 $. Els homes tenien una renda mediana de 28.851 $ mentre que les dones 21.242 $. La renda per capita de la població era de 15.213 $. Entorn del 12,9% de les famílies i el 17,7% de la població estaven per davall del llindar de pobresa.